# 卡洛·皮科利
卡洛·皮科利（義大利語：Carlo Piccoli，1970年9月26日—），意大利男子游泳运动员。他曾代表意大利参加2004年和2008年夏季残疾人奥林匹克运动会游泳比赛，其中2004年夏季残奥会获得一枚铜牌。